# Lachnocnema busoga
Lachnocnema busoga är en fjärilsart som beskrevs av Bethune-Baker 1906. Lachnocnema busoga ingår i släktet Lachnocnema och familjen juvelvingar. Inga underarter finns listade i Catalogue of Life.